# Calceolaria tenuis
Calceolaria tenuis är en toffelblomsväxtart som beskrevs av George Bentham. Calceolaria tenuis ingår i släktet toffelblommor, och familjen toffelblomsväxter. Inga underarter finns listade i Catalogue of Life.